# Eburia bahamicae
Eburia bahamicae är en skalbaggsart som beskrevs av Fisher 1932. Eburia bahamicae ingår i släktet Eburia och familjen långhorningar.
Artens utbredningsområde är Bahamas. Inga underarter finns listade i Catalogue of Life.